# Can't Stand Losing You
Can't Stand Losing You is een nummer van The Police uit 1978. Het werd geschreven door Sting, de leadzanger van de band. De single volgde op het nummer Roxanne.

## Achtergrond
Het nummer gaat over de zelfdoding van een tiener die wordt verlaten door zijn vriendin. Naar eigen zeggen deed Sting slechts vijf minuten over het schrijven van de tekst. De cover van de single toonde een jongen (Op de foto drummer Stewart Copeland) die zichzelf heeft opgehangen. Mede vanwege deze cover deed de BBC het nummer in eerste instantie in de ban. Een alternatieve cover werd dan ook gebruikt in verschillende landen.
Qua stijl heeft het nummer veel overeenkomsten met Roxanne.

## Noteringen
| Nummer | 24 | 13 | 10 | 10 | 9 | 9 | 15 | 28 | 36 |

| Single met hitnotering(en) in de Vlaamse Ultratop 50 | Datum van verschijnen | Datum van binnenkomst | Hoogste positie | Aantal weken | Opmerkingen |
| ---------------------------------------------------- | --------------------- | --------------------- | --------------- | ------------ | ----------- |
| Can't Stand Losing You                               | 1978                  | 08-09-1979            | 15              | 6            |             |

| Nummer met noteringen in de NPO Radio 2 Top 2000 | '99 | '00  | '01  | '02  | '03  | '04  | '05  | '06  | '07  | '08  | '09  | '10  | '11  | '12  | '13  | '14  | '15  | '16  | '17  | '18  | '19  | '20  | '21  |
| ------------------------------------------------ | --- | ---- | ---- | ---- | ---- | ---- | ---- | ---- | ---- | ---- | ---- | ---- | ---- | ---- | ---- | ---- | ---- | ---- | ---- | ---- | ---- | ---- | ---- |
| Can't Stand Losing You                           | 787 | 1364 | 1195 | 1261 | 1401 | 1167 | 1716 | 1683 | 1487 | 1470 | 1324 | 1262 | 1434 | 1174 | 1249 | 1630 | 1795 | 1730 | 1751 | 1337 | 1606 | 1702 | 1853 |

1. ↑  Een vetgedrukt getal geeft de hoogste notering aan.
2. ↑  Deze tabel is bijgewerkt tot en met de laatste editie (2024).